# Ubac rivière Corb
Ubac rivière Corb (en catalan : Obages del riu Corb est un site d'importance communautaire (SIC) situé dans la province de Tarragone, communauté autonome de la Catalogne, en Espagne. La réserve naturelle couvre une superficie de 2,270 12 ha qui se trouve dans la rivière Corb situé dans la partie nord de la comarque Conca de Barbera. Il bénéficie d'un microclimat très spécial et la zone a été déclarée zone d'intérêt naturel (PEIN) et Natura 2000.

## Situation
Il est la zone la plus occidentale de la dépression centrale orientale et partie occidentale des reliefs qui ferment la plaine de la dépression centrale occidentale. Formé d'un bon état de conservation des sols rouges résiduels, typique des plateaux de la Segarra.
| Ville                   | Superficie (ha) | % dans l'espace total |
| ----------------------- | --------------- | --------------------- |
| Savallà del Comtat      | 703,97          | 31,01                 |
| Conesa                  | 561,82          | 24,75                 |
| Vallfogona de Riucorb   | 521,85          | 22,99                 |
| Llorac                  | 252,29          | 11,11                 |
| Passanant i Belltall    | 195,21          | 8,6                   |
| Santa Coloma de Queralt | 34,96           | 1,54                  |
| Forès                   | 0,03            | 0,001                 |

## Galerie

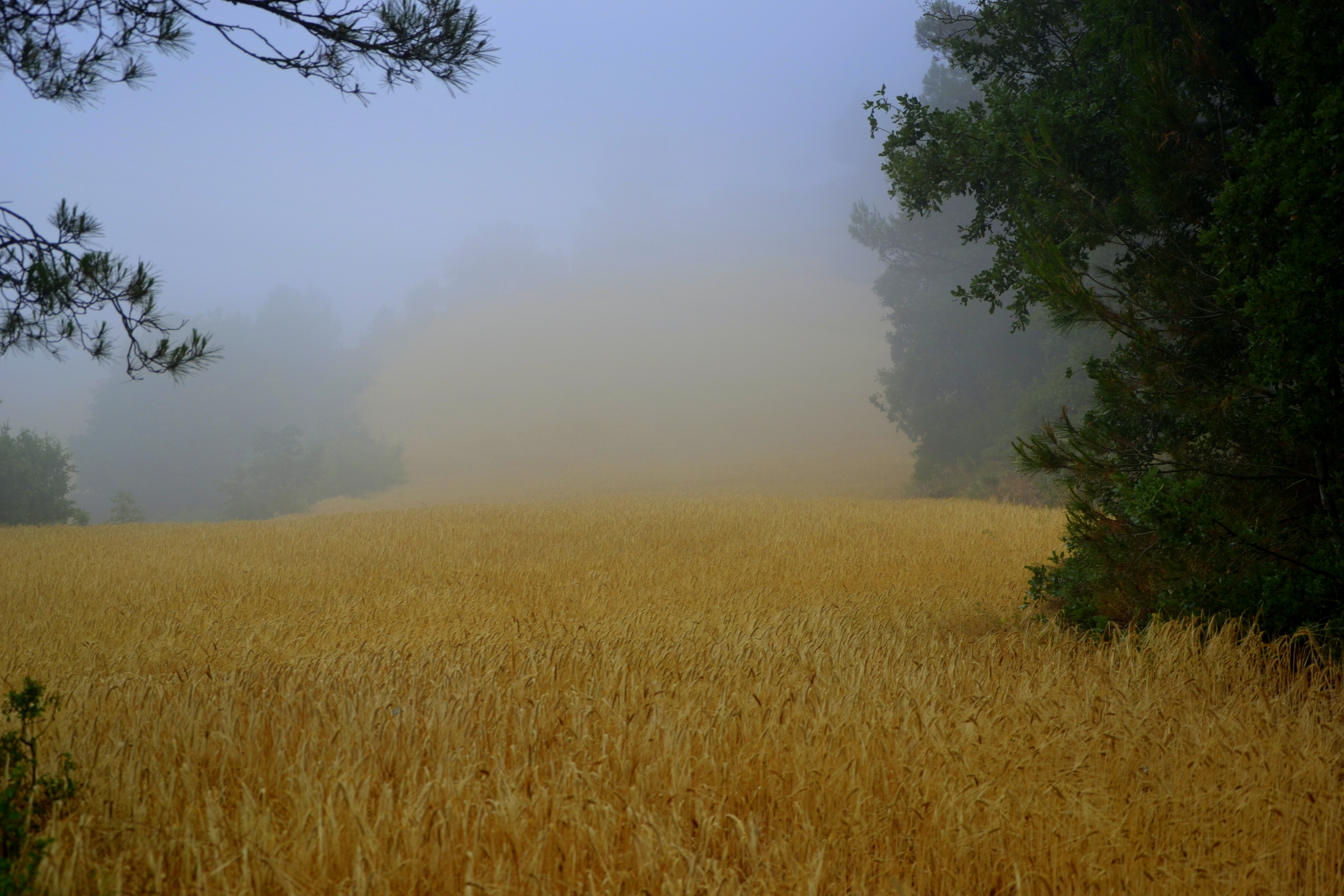
Zone de Vallfogona de Riucorb.
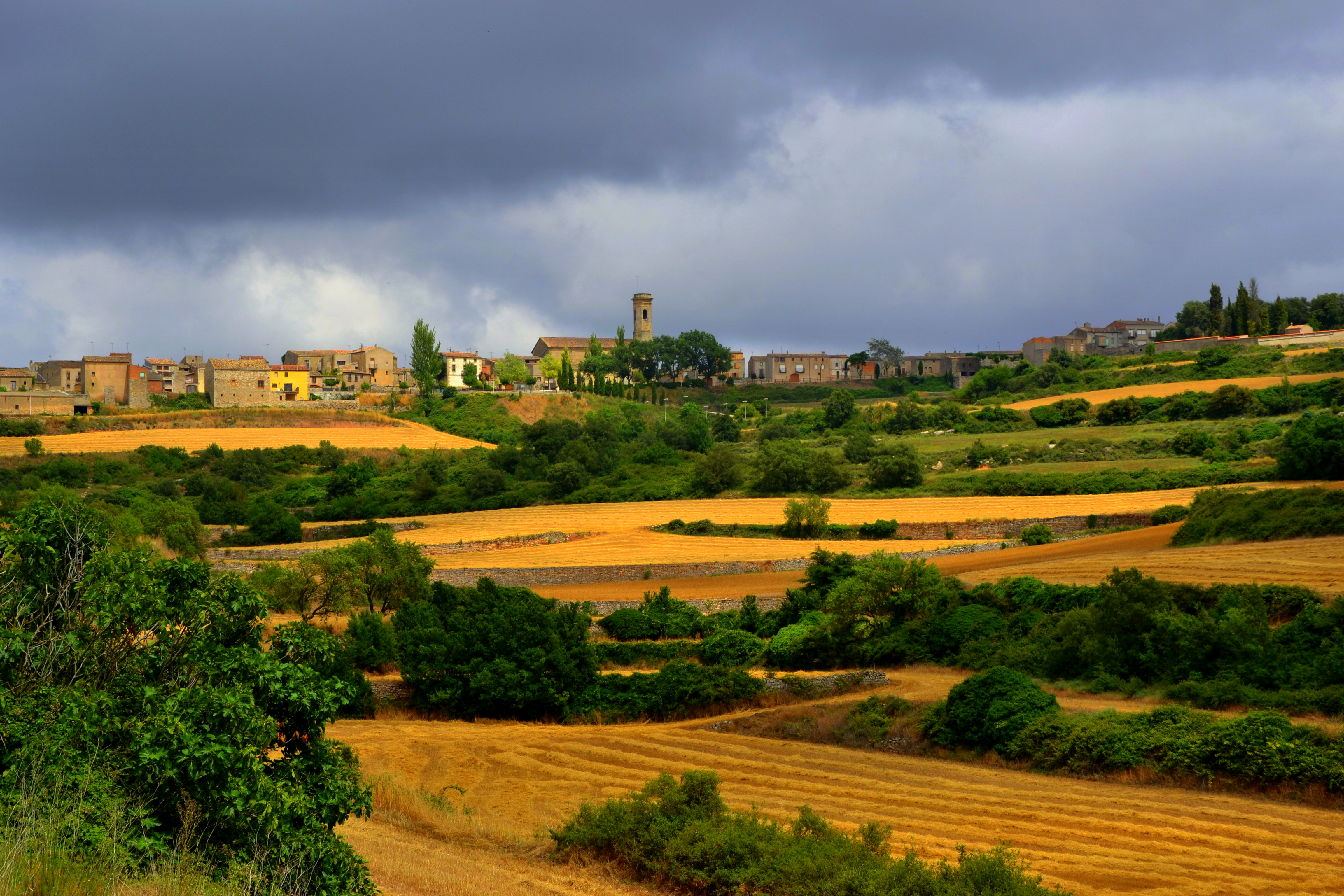
Zone de Passanant i Belltall.
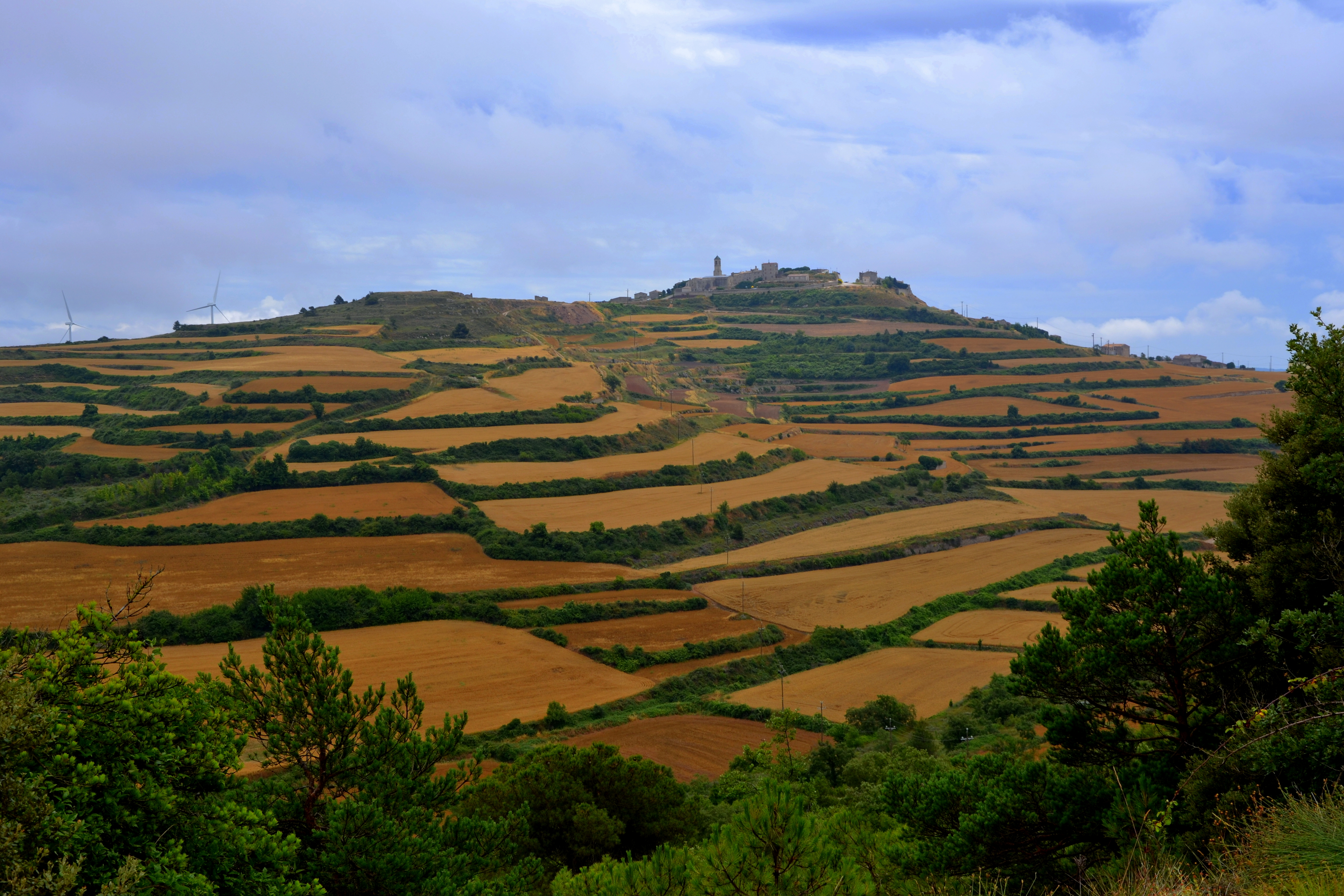
Zone de Forès.
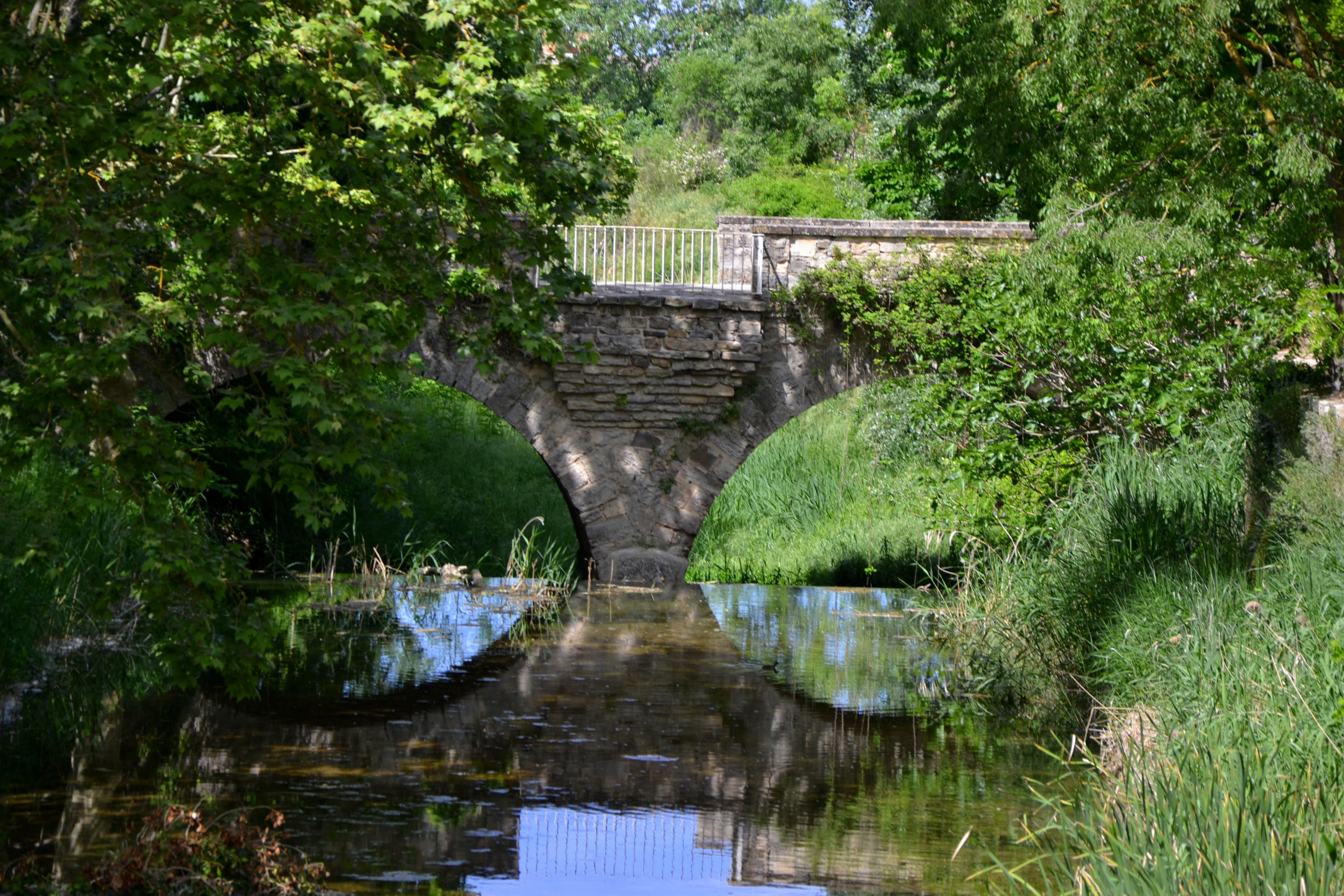
Pont sur le Corb.